# Klaus Dermutz
Klaus Dermutz (geboren 1960 in Judenburg) ist ein österreichischer Autor und Publizist.

## Leben
Dermutz studierte Theologie, Philosophie und Soziologie in Graz und Berlin. 1992 wurde er an der Universität Graz mit einer Dissertation über das Theater Tadeusz Kantors im Fach Theologie promoviert. 
Von 2001 bis 2009 gab er mit dem Burgtheater-Direktor Klaus Bachler die Buchreihe »Edition Burgtheater« heraus. Er veröffentlichte Bücher über das Burgtheater 1955–2005 und die Theaterarbeit von Tadeusz Kantor, Christoph Marthaler, Peter Zadek, Gert Voss, Otto Sander, Andrea Breth, Ignaz Kirchner, Martin Schwab und Klaus Michael Grüber. Er publizierte zu kulturellen Themen in der Zeit, der Süddeutschen Zeitung, der Frankfurter Rundschau und in Theater heute. Daneben schrieb er auch über Fußball und legte mit Genie und Grantler die Biographie des Trainers Ernst Happel vor. 2015 erschien mit Sepsis sein Debütroman.
Klaus Dermutz lebt in Berlin.